# ليلى دينمارك
ليلى دينمارك (بالإنجليزية: Leila Denmark)‏ هي طبيبة أطفال ومؤلفة أمريكية، ولدت في 1 فبراير 1898 في بورتال في الولايات المتحدة، وتوفيت في 1 أبريل 2012 في أثينا في الولايات المتحدة.